# キューバ・ペソ
キューバ・ペソ（スペイン語: Peso cubano）はキューバの通貨単位。国際通貨コード（ISO 4217）はCUP。現地では「カップ（CUP）」と呼ばれる。補助通貨はセンターボ（1ペソ=100センターボ）。

## 概要
1994年以降、キューバでは外貨兌換券の「兌換ペソ」（Peso Convertible）との二重通貨制度が採られ、外国人に使用されていた兌換ペソと対比して「人民ペソ」（moneda nacional、MN）等とも呼ばれていた。兌換ペソは2021年1月1日をもって廃止され、約25年ぶりにキューバ唯一の通貨となった。
複雑な為替制度が存在し、2016年8月23日時点で兌換ペソとの為替レートは1兌換ペソ=24人民ペソである。ただし、人民ペソから兌換ペソに両替する場合は25人民ペソ=1兌換ペソとなる。また国営企業向けの為替レートは両方のペソが等価とされている。キューバ国内の両替所（CADECA）や銀行で両替ができる。
キューバ
硬貨には1、2、5、20センターボおよび1、3ペソが、紙幣には1、3、5、10、20、50、100、200、500、1000ペソがある。
1ペソ紙幣にはホセ・マルティ、3ペソ紙幣にはチェ・ゲバラ、20ペソ紙幣にはカミロ・シエンフェゴス、50ペソ紙幣にはカリスト・ガルシア、100ペソ紙幣にはカルロス・マヌエル・デ・セスペデスが描かれている。